# Longde
Longde (chinesisch 隆德县, Pinyin Lóngdé Xiàn) ist ein Kreis, der zum Verwaltungsgebiet der bezirksfreien Stadt Guyuan im Autonomen Gebiet Ningxia der Hui-Nationalität in der Volksrepublik China gehört. Longde hat eine Fläche von 1.269 km² und zählt 190.000 Einwohner. Sein Hauptort ist die Großgemeinde Chengguan (城关镇).